# Megaphrynium
Megaphrynium é um género botânico pertencente à família Marantaceae.